# Lingue mordvine
Le lingue mordvine sono un ramo delle lingue uraliche parlate in Russia e in altri stati ex sovietici.

## Distribuzione geografica
Le lingue mordvine, considerate ai tempi dell'Unione Sovietica un'unica lingua, sono attestate in tutta l'area ex-sovietica. Secondo il censimento sovietico del 1979, il gruppo etnico dei mordvini ammontava a circa 1,2 milioni di persone, e oltre il 70% di loro dichiarava di parlare mordvino, per un totale di oltre 800.000 locutori. Nella stessa rilevazione, nella Repubblica Socialista Sovietica Autonoma di Mordovia (l'attuale repubblica autonoma di Mordovia della Federazione Russa) furono censiti meno di 400.000 mordvini, cioè meno di un terzo del totale del gruppo etnico; quindi la maggior parte dei mordvini, oltre due terzi, erano stanziati in altri territori dell'Unione Sovietica.
Al censimento russo del 2010 si contavano 432.000 locutori di lingua mordvine. Sono parlate principalmente nella regione del Volga: nelle repubbliche di Baschiria, Ciuvascia, Mordovia e Tatarstan, nelle regioni di Nižnij Novgorod, Penza, Samara e Ul'janovsk e nella città di Buguruslan della regione di Orenburg. Le lingue mordvine sono attestate anche negli Stati ex-sovietici di Armenia, Azerbaigian, Bielorussia, Estonia, Kazakistan, Kirghizistan, Lettonia, Lituania, Turkmenistan, Ucraina e Uzbekistan. Complessivamente le lingue mordvine sono parlate da circa 500.000 persone.

### Dialetti e lingue derivate
Le due varianti principali sono l'erza e il mokša. L'erza è parlato principalmente nella zona orientale della Mordovia, mentre il mokša è diffuso nella parte occidentale.

## Classificazione
Secondo Ethnologue, la classificazione delle lingue mordvine è la seguente:
- Lingue uraliche
  - Lingue mordvine
    - Lingua erza [codice ISO 639-3 myv]
    - Lingua mokša [mdf]

## Sistema di scrittura
Per la scrittura viene utilizzato l'alfabeto cirillico.